# Torneo Clausura 2024 (Bolivia)
El Torneo Clausura 2024, también conocido como «Liga Tecno» por motivos de patrocinio, fue parte de la nonagésima primera edición del campeonato oficial de Primera División del fútbol boliviano organizado por la FBF. Comenzó el 10 de mayo y finalizó el 21 de diciembre. El ganador del torneo rebició un trofeo y medallas de campeón y clasificó a la Copa Libertadores 2025 como Bolivia 2 y además a la final con el ganador del Torneo Apertura para definir el título de Campeón Nacional de la temporada 2024.

## Sistema
Correspondió al segundo torneo de la División de Fútbol Profesional 2024. Fue definido por el Consejo Superior de la FBF que el Torneo Clausura se disputara en un sistema de todos contra todos (30 fechas). El ganador del todos contra todos clasificó a la final de la temporada para definir el título nacional y clasificó a la Copa Conmebol Libertadores 2025 (como Bolivia 2). El formato fue ratificado por la FBF el 17 de enero de 2024, los puntos obtenidos se unieron a la tabla acumulada para definir el descenso directo e indirecto y la clasificación a torneos internacionales.

## Información
| Equipo                  | Ciudad                  | Estadio                  | Capacidad | Proveedor       | Auspiciador                                                         |
| Always Ready            | El Alto                 | Municipal de El Alto     | 25 000    | Marathon Sports | Ver lista Cokaquina UTB                                             |
| Aurora                  | Cochabamba              | Félix Capriles           | 32 000    | Marathon Sports | Tigo                                                                |
| Blooming                | Santa Cruz de la Sierra | Ramón Aguilera Costas    | 38 500    | Marathon Sports | KIA Motors                                                          |
| Bolívar                 | La Paz                  | Hernando Siles           | 42 000    | Puma            | Suzuki                                                              |
| Guabirá                 | Montero                 | Gilberto Parada          | 18 000    | Forte Athletic  | Ver lista Azúcar Guabirá Celina Grupo Paz                           |
| G. V. San José          | Oruro                   | Estadio Jesús Bermúdez   | 33 000    | Arce Sport      | Paceña                                                              |
| Independiente Petrolero | Sucre                   | Olímpico Patria          | 30 000    | Red White       | Ver lista CESSA UTB Tigo Fancesa                                    |
| Jorge Wilstermann       | Cochabamba              | Félix Capriles           | 32 000    | Puma            | Ver lista Campero Nacional Quantum Bolivia Branding Bellido Camargo |
| Nacional Potosí         | Potosí                  | Víctor Agustín Ugarte    | 30 000    | Willys Athletic | Ver lista BCP ISS Santa María                                       |
| Oriente Petrolero       | Santa Cruz de la Sierra | Ramón Aguilera Costas    | 38 500    | Marathon Sports | YANGO                                                               |
| Real Santa Cruz         | Santa Cruz de la Sierra | Real Santa Cruz          | 12 000    | Arce Sport      | Ver lista ACTIVADE Ribepar Clínica Médica Melendres                 |
| Real Tomayapo           | Tarija                  | IV Centenario            | 20 000    | LEA Sport       | Alta Vida                                                           |
| Royal Pari              | Santa Cruz de la Sierra | Ramón Aguilera Costas    | 38 500    | Marathon Sports | Ver lista Grupo Sion Kalomai Park                                   |
| San Antonio Bulo Bulo   | Entre Ríos              | Dr. Carlos Villegas      | 17 000    | Oxígeno Wear    | UTB                                                                 |
| The Strongest           | La Paz                  | Hernando Siles           | 42 000    | Marathon Sports | Paceña                                                              |
| Universitario de Vinto  | Vinto                   | Municipal de Quillacollo | 2000      | Oxígeno Wear    | Ver lista UTB Tigo                                                  |

## Árbitros
| Árbitros           | Edad    | Categoría          |
| ------------------ | ------- | ------------------ |
| Jordy Alemán       | 32 años | Bandera de Bolivia |
| Joaquín Antequera  | 51 años | Bandera de Bolivia |
| Nelson Barros      | –       | Bandera de Bolivia |
| Álvaro Campos      | –       | Bandera de Bolivia |
| Juan Castro        | –       | Bandera de Bolivia |
| Gado Flores        | –       | Bandera de Bolivia |
| Carlos García      | –       | Bandera de Bolivia |
| Juan Nelio García  | 43 años |                    |
| Julio Gutiérrez    | –       | Bandera de Bolivia |
| José Jordán        | 47 años |                    |
| Jorge Justiniano   | –       | Bandera de Bolivia |
| Alejandro Mancilla | –       | Bandera de Bolivia |
| Ivo Méndez         | 34 años |                    |
| Raúl Orosco        | 46 años |                    |
| Hostin Prado       | –       | Bandera de Bolivia |
| Orlando Quintana   | –       | Bandera de Bolivia |
| Rafael Subirana    | –       | Bandera de Bolivia |
| Gery Vargas        | 44 años |                    |
| Luis Yrusta        | 46 años |                    |

## Desarrollo

### Clasificación
| Pos. | Equipo                  | Pts. | PJ | G  | E  | P  | GF | GC | Dif. | Clasificación                                        |
| ---- | ----------------------- | ---- | -- | -- | -- | -- | -- | -- | ---- | ---------------------------------------------------- |
| 1    | Bolívar                 | 67   | 30 | 20 | 7  | 3  | 76 | 25 | +51  | Final Nacional y fase de grupos de Copa Libertadores |
| 2    | The Strongest           | 60   | 30 | 18 | 6  | 6  | 62 | 34 | +28  |                                                      |
| 3    | GV San José             | 48   | 30 | 14 | 6  | 10 | 62 | 40 | +22  |                                                      |
| 4    | Aurora                  | 48   | 30 | 12 | 12 | 6  | 49 | 40 | +9   |                                                      |
| 5    | Always Ready            | 46   | 30 | 13 | 7  | 10 | 48 | 37 | +11  |                                                      |
| 6    | Nacional Potosí         | 46   | 30 | 13 | 7  | 10 | 52 | 47 | +5   |                                                      |
| 7    | Blooming                | 45   | 30 | 13 | 6  | 11 | 36 | 43 | −7   |                                                      |
| 8    | Jorge Wilstermann       | 44   | 30 | 11 | 11 | 8  | 35 | 30 | +5   |                                                      |
| 9    | Real Tomayapo           | 43   | 30 | 13 | 4  | 13 | 41 | 41 | 0    |                                                      |
| 10   | Independiente Petrolero | 36   | 30 | 9  | 9  | 12 | 48 | 58 | −10  |                                                      |
| 11   | Oriente Petrolero       | 35   | 30 | 10 | 5  | 15 | 44 | 58 | −14  |                                                      |
| 12   | Universitario de Vinto  | 34   | 30 | 9  | 7  | 14 | 36 | 47 | −11  |                                                      |
| 13   | San Antonio Bulo Bulo   | 31   | 30 | 8  | 7  | 15 | 40 | 58 | −18  |                                                      |
| 14   | Guabirá                 | 30   | 30 | 8  | 6  | 16 | 36 | 53 | −17  |                                                      |
| 15   | Royal Pari              | 29   | 30 | 7  | 8  | 15 | 30 | 46 | −16  |                                                      |
| 16   | Real Santa Cruz         | 22   | 30 | 6  | 4  | 20 | 30 | 68 | −38  |                                                      |

 Fuente: FBF
|                                                 |
| Ganador Bolívar Clasificado a la Final Nacional |

### Evolución de la clasificación
| Equipo / Fecha          | 01 | 02 | 03  | 04  | 05  | 06  | 07  | 08  | 09  | 10  | 11  | 12  | 13  | 14  | 15 | 16 | 17  | 18  | 19  | 20  | 21  | 22  | 23  | 24 | 25  | 26  | 27  | 28  | 29 | 30 |
| ----------------------- | -- | -- | --- | --- | --- | --- | --- | --- | --- | --- | --- | --- | --- | --- | -- | -- | --- | --- | --- | --- | --- | --- | --- | -- | --- | --- | --- | --- | -- | -- |
| Bolívar                 | 8  | 1  | 2   | 1   | 1   | 1   | 1   | 1   | 1   | 1   | 1*  | 1*  | 1*  | 1*  | 1  | 1  | 1*  | 1*  | 1*  | 1*  | 1*  | 1   | 1   | 1  | 1   | 1   | 1   | 1   | 1  | 1  |
| The Strongest           | 5  | 5  | 3   | 2   | 2   | 2   | 2   | 3   | 2   | 2   | 2*  | 2*  | 2*  | 2*  | 2  | 2  | 2*  | 3*  | 3*  | 2*  | 2*  | 2*  | 2*  | 2* | 2*  | 2*  | 2*  | 2*  | 2  | 2  |
| GV San José             | 15 | 14 | 15* | 10* | 7   | 4   | 8   | 10  | 7   | 8   | 10  | 11  | 11  | 10  | 8  | 4  | 3   | 2   | 2   | 3*  | 6*  | 4   | 3   | 4  | 3   | 5   | 3   | 3   | 3  | 3  |
| Aurora                  | 1  | 3  | 6   | 7   | 4   | 5   | 9   | 9   | 9   | 7   | 7   | 8   | 9   | 5   | 4  | 8  | 5   | 4   | 5   | 6*  | 5*  | 3   | 4   | 3  | 4   | 3   | 4   | 5   | 6  | 4  |
| Always Ready            | 7  | 2  | 1   | 4   | 3   | 3   | 5   | 5   | 8*  | 4*  | 3*  | 6*  | 8*  | 8*  | 10 | 10 | 10* | 9*  | 8*  | 8*  | 8*  | 6   | 7   | 8  | 7   | 6   | 7   | 6   | 4  | 5  |
| Nacional Potosí         | 10 | 8  | 10  | 11  | 11  | 14  | 12  | 13* | 14* | 11* | 12* | 9*  | 7   | 9   | 7  | 9  | 7   | 7   | 4   | 4   | 3   | 7   | 8   | 6  | 6   | 4   | 5   | 4   | 5  | 6  |
| Blooming                | 12 | 9  | 4   | 3   | 5   | 8   | 4   | 6   | 3   | 6   | 4   | 3   | 4   | 4   | 6  | 7  | 6   | 8   | 6   | 5   | 4   | 8   | 5   | 7  | 8   | 8   | 6   | 7   | 7  | 7  |
| Jorge Wilstermann       | 2  | 4  | 8   | 6   | 6   | 10  | 7   | 8   | 5   | 10  | 9   | 7   | 6   | 6   | 9  | 5  | 8*  | 5*  | 7*  | 7*  | 7*  | 5   | 6   | 5  | 5   | 7   | 8   | 8   | 8  | 8  |
| Real Tomayapo           | 3  | 11 | 12  | 13  | 13  | 12  | 11  | 7   | 10  | 9   | 5   | 4   | 3   | 3   | 3  | 6  | 9*  | 10* | 10* | 9*  | 9*  | 9   | 9   | 10 | 11  | 9   | 11  | 9   | 9  | 9  |
| Independiente Petrolero | 13 | 13 | 7   | 8   | 9   | 6   | 10  | 12* | 13* | 14* | 13* | 13* | 10  | 11  | 11 | 11 | 11  | 12* | 12* | 12* | 12* | 11  | 10  | 12 | 9   | 10  | 9   | 10  | 10 | 10 |
| Oriente Petrolero       | 14 | 10 | 11  | 12  | 10  | 7   | 3   | 2   | 4   | 3   | 6   | 5   | 5   | 7   | 5  | 3  | 4*  | 6*  | 9*  | 10* | 10* | 12* | 11* | 9* | 10* | 11* | 10* | 11* | 11 | 11 |
| Universitario de Vinto  | 6  | 7  | 5   | 5   | 8   | 9   | 6   | 4   | 6   | 5   | 8   | 10  | 12  | 12  | 12 | 13 | 13* | 11* | 11* | 11* | 11* | 10  | 12  | 11 | 12  | 12  | 12  | 13  | 12 | 12 |
| San Antonio Bulo Bulo   | 4  | 6  | 13  | 14  | 15  | 13  | 14  | 11  | 11* | 12* | 11* | 12* | 13* | 13* | 13 | 12 | 12  | 13  | 13  | 13  | 13  | 13  | 13  | 13 | 13  | 13  | 13  | 12  | 13 | 13 |
| Guabirá                 | 9  | 12 | 14  | 15  | 14  | 15  | 15  | 15  | 12  | 13  | 14  | 15  | 14  | 14  | 14 | 14 | 14  | 14  | 15  | 15  | 14  | 14  | 14  | 14 | 14  | 14  | 14  | 14  | 14 | 14 |
| Royal Pari              | 11 | 15 | 9   | 9   | 12* | 11* | 13* | 14* | 15* | 15* | 15* | 14* | 15* | 15  | 16 | 15 | 15* | 15* | 14* | 14* | 15* | 16  | 15  | 15 | 15  | 15  | 15  | 15  | 15 | 15 |
| Real Santa Cruz         | 16 | 16 | 16* | 16* | 16* | 16* | 16* | 16* | 16* | 16* | 16* | 16* | 16* | 16  | 15 | 16 | 16  | 16  | 16  | 16  | 16  | 15  | 16  | 16 | 16  | 16  | 16  | 16  | 16 | 16 |

Nota: * Indica la posición del equipo con uno o varios partidos pendientes.

### Resultados

#### Fixture
| Real Tomayapo           | 2 – 0 | GV San José       | IV Centenario         | 10 de mayo | 20:00 |
| San Antonio Bulo Bulo   | 3 – 2 | Guabirá           | Dr. Carlos Villegas   | 11 de mayo | 15:00 |
| Always Ready            | 1 – 0 | Blooming          | Municipal de El Alto  | 11 de mayo | 17:30 |
| The Strongest           | 2 – 1 | Nacional Potosí   | Hernando Siles        | 11 de mayo | 20:00 |
| Independiente Petrolero | 0 – 1 | Bolívar           | Olímpico Patria       | 12 de mayo | 15:00 |
| Aurora                  | 3 – 1 | Oriente Petrolero | Félix Capriles        | 12 de mayo | 17:30 |
| Real Santa Cruz         | 0 – 2 | Jorge Wilstermann | Ramón Aguilera Costas | 12 de mayo | 19:30 |
| Universitario de Vinto  | 2 – 1 | Royal Pari        | Félix Capriles        | 13 de mayo | 19:00 |

| Blooming          | 1 – 0 | San Antonio Bulo Bulo   | Ramón Aguilera Costas | 17 de mayo | 20:00 |
| GV San José       | 2 – 2 | Independiente Petrolero | Jesús Bermúdez        | 18 de mayo | 15:00 |
| Nacional Potosí   | 1 – 0 | Real Santa Cruz         | Víctor Agustín Ugarte | 18 de mayo | 17:30 |
| Oriente Petrolero | 2 – 1 | Universitario de Vinto  | Ramón Aguilera Costas | 18 de mayo | 20:00 |
| Guabirá           | 1 – 1 | Aurora                  | Gilberto Parada       | 19 de mayo | 15:00 |
| Bolívar           | 4 – 1 | Real Tomayapo           | Hernando Siles        | 19 de mayo | 17:30 |
| Jorge Wilstermann | 0 – 0 | The Strongest           | Félix Capriles        | 19 de mayo | 19:30 |
| Royal Pari        | 0 – 2 | Always Ready            | Ramón Aguilera Costas | 20 de mayo | 19:00 |

| Independiente Petrolero | 3 – 2 | Oriente Petrolero      | Olímpico Patria       | 21 de mayo | 20:00 |
| Real Tomayapo           | 0 – 1 | Universitario de Vinto | IV Centenario         | 22 de mayo | 15:00 |
| Aurora                  | 1 – 1 | Bolívar                | Félix Capriles        | 22 de mayo | 19:00 |
| Blooming                | 3 – 0 | Jorge Wilstermann      | Ramón Aguilera Costas | 22 de mayo | 20:30 |
| San Antonio Bulo Bulo   | 0 – 3 | Royal Pari             | Dr. Carlos Villegas   | 23 de mayo | 15:00 |
| Always Ready            | 2 – 1 | Nacional Potosí        | Municipal de El Alto  | 23 de mayo | 18:00 |
| The Strongest           | 3 – 2 | Guabirá                | Hernando Siles        | 23 de mayo | 20:00 |
| Real Santa Cruz         | 2 – 3 | GV San José            | Real Santa Cruz       | 30 de mayo | 15:00 |

| Universitario de Vinto | 2 – 2 | Aurora                  | Félix Capriles        | 25 de mayo | 15:00 |
| Bolívar                | 4 – 0 | Real Santa Cruz         | Hernando Siles        | 25 de mayo | 17:30 |
| Blooming               | 1 – 0 | Real Tomayapo           | Ramón Aguilera Costas | 25 de mayo | 20:00 |
| Guabirá                | 1 – 1 | Nacional Potosí         | Gilberto Parada       | 26 de mayo | 15:00 |
| Jorge Wilstermann      | 1 – 0 | Always Ready            | Félix Capriles        | 26 de mayo | 17:30 |
| Oriente Petrolero      | 0 – 1 | The Strongest           | Ramón Aguilera Costas | 26 de mayo | 19:30 |
| GV San José            | 2 – 0 | San Antonio Bulo Bulo   | Jesús Bermúdez        | 27 de mayo | 18:00 |
| Royal Pari             | 2 – 2 | Independiente Petrolero | Ramón Aguilera Costas | 27 de mayo | 20:00 |

| Independiente Petrolero | 0 – 0 | Guabirá                | Olímpico Patria       | 12 de julio     | 18:00 |
| Always Ready            | 1 – 1 | Real Tomayapo          | Municipal de El Alto  | 12 de julio     | 20:00 |
| San Antonio Bulo Bulo   | 1 – 2 | Oriente Petrolero      | Dr. Carlos Villegas   | 13 de julio     | 15:00 |
| Aurora                  | 2 – 1 | GV San José            | Félix Capriles        | 13 de julio     | 17:30 |
| The Strongest           | 1 – 0 | Universitario de Vinto | Hernando Siles        | 13 de julio     | 20:00 |
| Nacional Potosí         | 0 – 0 | Jorge Wilstermann      | Víctor Agustín Ugarte | 14 de julio     | 15:00 |
| Blooming                | 0 – 5 | Bolívar                | Ramón Aguilera Costas | 14 de julio     | 17:00 |
| Real Santa Cruz         | 1 – 1 | Royal Pari             | Real Santa Cruz       | 1 de septiembre | 15:00 |

| Universitario de Vinto  | 1 – 1 | Real Santa Cruz       | Félix Capriles        | 19 de julio | 15:00 |
| Royal Pari              | 2 – 1 | Blooming              | Ramón Aguilera Costas | 19 de julio | 20:00 |
| Real Tomayapo           | 2 – 0 | Nacional Potosí       | IV Centenario         | 20 de julio | 15:00 |
| GV San José             | 5 – 2 | The Strongest         | Jesús Bermúdez        | 20 de julio | 17:30 |
| Jorge Wilstermann       | 0 – 1 | San Antonio Bulo Bulo | Félix Capriles        | 20 de julio | 20:00 |
| Independiente Petrolero | 2 – 1 | Aurora                | Olímpico Patria       | 21 de julio | 15:00 |
| Bolívar                 | 0 – 0 | Always Ready          | Hernando Siles        | 21 de julio | 17:30 |
| Oriente Petrolero       | 2 – 1 | Guabirá               | Ramón Aguilera Costas | 21 de julio | 19:30 |

| San Antonio Bulo Bulo | 1 – 1 | Real Tomayapo           | Dr. Carlos Villegas   | 26 de julio | 15:00 |
| Blooming              | 2 – 1 | Independiente Petrolero | Ramón Aguilera Costas | 26 de julio | 20:00 |
| Real Santa Cruz       | 0 – 1 | Oriente Petrolero       | Ramón Aguilera Costas | 27 de julio | 15:00 |
| The Strongest         | 1 – 1 | Aurora                  | Hernando Siles        | 27 de julio | 17:30 |
| Jorge Wilstermann     | 2 – 0 | Royal Pari              | Félix Capriles        | 27 de julio | 20:00 |
| Guabirá               | 1 – 0 | GV San José             | Gilberto Parada       | 28 de julio | 15:00 |
| Nacional Potosí       | 2 – 1 | Bolívar                 | Víctor Agustín Ugarte | 28 de julio | 17:30 |
| Always Ready          | 1 – 2 | Universitario de Vinto  | Municipal de El Alto  | 28 de julio | 19:30 |

| Aurora                  | 2 – 3 | San Antonio Bulo Bulo | Félix Capriles        | 30 de julio  | 18:00 |
| Oriente Petrolero       | 1 – 0 | Jorge Wilstermann     | Ramón Aguilera Costas | 30 de julio  | 20:00 |
| Real Tomayapo           | 2 – 1 | Guabirá               | IV Centenario         | 31 de julio  | 15:00 |
| Bolívar                 | 4 – 0 | GV San José           | Hernando Siles        | 31 de julio  | 18:00 |
| Universitario de Vinto  | 1 – 0 | Blooming              | Félix Capriles        | 1 de agosto  | 15:00 |
| Always Ready            | 0 – 0 | The Strongest         | Municipal de El Alto  | 1 de agosto  | 20:00 |
| Independiente Petrolero | 3 – 0 | Real Santa Cruz       | Olímpico Patria       | 20 de agosto | 19:00 |
| Nacional Potosí         | 2 – 1 | Royal Pari            | Víctor Agustín Ugarte | 21 de agosto | 19:00 |

| GV San José           | 2 – 0 | Oriente Petrolero       | Jesús Bermúdez        | 3 de agosto      | 15:00 |
| Royal Pari            | 0 – 1 | Bolívar                 | Ramón Aguilera Costas | 3 de agosto      | 20:00 |
| Guabirá               | 4 – 2 | Universitario de Vinto  | Gilberto Parada       | 4 de agosto      | 15:00 |
| The Strongest         | 5 – 0 | Independiente Petrolero | Hernando Siles        | 4 de agosto      | 17:30 |
| Jorge Wilstermann     | 2 – 1 | Real Tomayapo           | Félix Capriles        | 4 de agosto      | 19:30 |
| Real Santa Cruz       | 2 – 2 | Aurora                  | Ramón Aguilera Costas | 5 de agosto      | 15:00 |
| Blooming              | 4 – 1 | Nacional Potosí         | Ramón Aguilera Costas | 5 de agosto      | 20:00 |
| San Antonio Bulo Bulo | 3 – 3 | Always Ready            | Dr. Carlos Villegas   | 18 de septiembre | 15:00 |

| Universitario de Vinto | 1 – 1 | GV San José             | Municipal de Quillacollo | 7 de agosto | 15:00 |
| Oriente Petrolero      | 0 – 0 | Royal Pari              | Ramón Aguilera Costas    | 7 de agosto | 18:00 |
| Real Tomayapo          | 3 – 2 | Independiente Petrolero | IV Centenario            | 7 de agosto | 20:00 |
| Real Santa Cruz        | 1 – 2 | The Strongest           | Gilberto Parada          | 8 de agosto | 15:00 |
| Aurora                 | 1 – 0 | Blooming                | Félix Capriles           | 8 de agosto | 18:00 |
| Bolívar                | 2 – 0 | Jorge Wilstermann       | Hernando Siles           | 8 de agosto | 20:00 |
| Nacional Potosí        | 3 – 1 | San Antonio Bulo Bulo   | Víctor Agustín Ugarte    | 9 de agosto | 18:00 |
| Always Ready           | 3 – 0 | Guabirá                 | Municipal de El Alto     | 9 de agosto | 20:00 |

| Royal Pari              | 0 – 2 | Real Tomayapo          | Gilberto Parada       | 10 de agosto     | 20:00 |
| Aurora                  | 0 – 0 | Jorge Wilstermann      | Félix Capriles        | 11 de agosto     | 15:00 |
| Oriente Petrolero       | 0 – 1 | Blooming               | Ramón Aguilera Costas | 11 de agosto     | 19:30 |
| San Antonio Bulo Bulo   | 2 – 1 | Universitario de Vinto | Dr. Carlos Villegas   | 12 de agosto     | 15:00 |
| GV San José             | 0 – 1 | Always Ready           | Jesús Bermúdez        | 12 de agosto     | 18:00 |
| Independiente Petrolero | 3 – 3 | Nacional Potosí        | Olímpico Patria       | 12 de agosto     | 20:00 |
| Guabirá                 | 0 – 1 | Real Santa Cruz        | Gilberto Parada       | 13 de agosto     | 19:00 |
| The Strongest           | 1 – 1 | Bolívar                | Hernando Siles        | 18 de septiembre | 20:00 |

| Always Ready           | 2 – 3 | Oriente Petrolero       | Municipal de El Alto  | 16 de agosto | 20:00 |
| Universitario de Vinto | 1 – 2 | Independiente Petrolero | Félix Capriles        | 17 de agosto | 15:00 |
| Nacional Potosí        | 2 – 1 | GV San José             | Víctor Agustín Ugarte | 17 de agosto | 17:30 |
| Blooming               | 3 – 1 | Real Santa Cruz         | Ramón Aguilera Costas | 17 de agosto | 20:00 |
| Real Tomayapo          | 2 – 0 | The Strongest           | IV Centenario         | 18 de agosto | 15:00 |
| Jorge Wilstermann      | 3 – 0 | Guabirá                 | Félix Capriles        | 18 de agosto | 17:30 |
| Royal Pari             | 1 – 1 | Aurora                  | Ramón Aguilera Costas | 18 de agosto | 19:30 |
| Bolívar                | 0 – 0 | San Antonio Bulo Bulo   | Hernando Siles        | 19 de agosto | 20:00 |

| Guabirá                 | 4 – 2 | Blooming              | Gilberto Parada       | 23 de agosto | 19:00 |
| Real Santa Cruz         | 2 – 1 | Always Ready          | Real Santa Cruz       | 24 de agosto | 15:00 |
| GV San José             | 0 – 0 | Jorge Wilstermann     | Jesús Bermúdez        | 24 de agosto | 17:30 |
| Independiente Petrolero | 3 – 3 | San Antonio Bulo Bulo | Olímpico Patria       | 24 de agosto | 20:00 |
| The Strongest           | 3 – 1 | Royal Pari            | Hernando Siles        | 25 de agosto | 15:00 |
| Universitario de Vinto  | 0 – 1 | Bolívar               | Félix Capriles        | 25 de agosto | 17:30 |
| Oriente Petrolero       | 2 – 2 | Nacional Potosí       | Ramón Aguilera Costas | 25 de agosto | 19:30 |
| Aurora                  | 0 – 0 | Real Tomayapo         | Félix Capriles        | 26 de agosto | 19:00 |

| Royal Pari            | 3 – 3 | Guabirá                 | Ramón Aguilera Costas | 12 de septiembre | 19:00 |
| Jorge Wilstermann     | 1 – 1 | Universitario de Vinto  | Félix Capriles        | 13 de septiembre | 18:00 |
| Real Tomayapo         | 2 – 1 | Real Santa Cruz         | IV Centenario         | 13 de septiembre | 20:00 |
| San Antonio Bulo Bulo | 0 – 3 | The Strongest           | Dr. Carlos Villegas   | 14 de septiembre | 15:00 |
| Nacional Potosí       | 1 – 3 | Aurora                  | Víctor Agustín Ugarte | 14 de septiembre | 17:30 |
| Always Ready          | 0 – 0 | Independiente Petrolero | Municipal de El Alto  | 15 de septiembre | 15:00 |
| Bolívar               | 2 – 0 | Oriente Petrolero       | Hernando Siles        | 15 de septiembre | 17:30 |
| Blooming              | 1 – 2 | GV San José             | Ramón Aguilera Costas | 15 de septiembre | 19:30 |

| Universitario de Vinto  | 0 – 1 | Nacional Potosí       | Municipal de Quillacollo | 20 de septiembre | 15:00 |
| GV San José             | 3 – 0 | Royal Pari            | Jesús Bermúdez           | 20 de septiembre | 19:00 |
| Real Santa Cruz         | 1 – 0 | San Antonio Bulo Bulo | Real Santa Cruz          | 21 de septiembre | 15:00 |
| Oriente Petrolero       | 4 – 2 | Real Tomayapo         | Gilberto Parada          | 21 de septiembre | 17:30 |
| Aurora                  | 1 – 0 | Always Ready          | Félix Capriles           | 21 de septiembre | 20:00 |
| Guabirá                 | 0 – 3 | Bolívar               | Gilberto Parada          | 22 de septiembre | 15:00 |
| Independiente Petrolero | 2 – 2 | Jorge Wilstermann     | Olímpico Patria          | 22 de septiembre | 17:30 |
| The Strongest           | 1 – 1 | Blooming              | Hernando Siles           | 22 de septiembre | 19:30 |

| Royal Pari        | 0 – 0 | Universitario de Vinto  | Gilberto Parada       | 24 de septiembre | 15:00 |
| GV San José       | 5 – 0 | Real Tomayapo           | Jesús Bermúdez        | 24 de septiembre | 18:00 |
| Oriente Petrolero | 5 – 0 | Aurora                  | Gilberto Parada       | 24 de septiembre | 20:00 |
| Guabirá           | 1 – 2 | San Antonio Bulo Bulo   | Gilberto Parada       | 25 de septiembre | 15:00 |
| Nacional Potosí   | 1 – 1 | The Strongest           | Víctor Agustín Ugarte | 25 de septiembre | 18:00 |
| Bolívar           | 3 – 0 | Independiente Petrolero | Hernando Siles        | 25 de septiembre | 20:00 |
| Jorge Wilstermann | 2 – 0 | Real Santa Cruz         | Félix Capriles        | 26 de septiembre | 18:00 |
| Blooming          | 1 – 1 | Always Ready            | Gilberto Parada       | 26 de septiembre | 20:00 |

| Independiente Petrolero | 0 – 1 | GV San José       | Olímpico Patria      | 28 de septiembre | 15:00 |
| Aurora                  | 2 – 1 | Guabirá           | Félix Capriles       | 29 de septiembre | 19:30 |
| San Antonio Bulo Bulo   | 0 – 1 | Blooming          | Félix Capriles       | 30 de septiembre | 15:00 |
| Real Santa Cruz         | 2 – 4 | Nacional Potosí   | Real Santa Cruz      | 1 de octubre     | 15:00 |
| Universitario de Vinto  | 4 – 1 | Oriente Petrolero | Félix Capriles       | 20 de noviembre  | 20:00 |
| Always Ready            | 4 – 0 | Royal Pari        | Municipal de El Alto | 21 de noviembre  | 17:30 |
| Real Tomayapo           | 2 – 2 | Bolívar           | IV Centenario        | 21 de noviembre  | 19:00 |
| The Strongest           | 2 – 1 | Jorge Wilstermann | Hernando Siles       | 21 de noviembre  | 20:00 |

| Universitario de Vinto | 2 – 1 | Real Tomayapo           | Félix Capriles        | 18 de octubre   | 15:00 |
| Royal Pari             | 1 – 0 | San Antonio Bulo Bulo   | Gilberto Parada       | 18 de octubre   | 19:00 |
| GV San José            | 4 – 0 | Real Santa Cruz         | Jesús Bermúdez        | 19 de octubre   | 15:00 |
| Jorge Wilstermann      | 3 – 0 | Blooming                | Félix Capriles        | 19 de octubre   | 17:30 |
| Bolívar                | 0 – 1 | Aurora                  | Hernando Siles        | 19 de octubre   | 20:00 |
| Guabirá                | 1 – 0 | The Strongest           | Gilberto Parada       | 20 de octubre   | 15:00 |
| Nacional Potosí        | 1 – 2 | Always Ready            | Víctor Agustín Ugarte | 20 de octubre   | 17:30 |
| Oriente Petrolero      | 1 – 1 | Independiente Petrolero | Ramón Aguilera Costas | 22 de noviembre | 20:00 |

| San Antonio Bulo Bulo   | 3 – 3 | GV San José            | Ramón Aguilera Costas | 22 de octubre   | 15:00 |
| Aurora                  | 1 – 2 | Universitario de Vinto | Félix Capriles        | 22 de octubre   | 18:00 |
| Real Tomayapo           | 0 – 1 | Blooming               | IV Centenario         | 22 de octubre   | 20:00 |
| Real Santa Cruz         | 2 – 3 | Bolívar                | Real Santa Cruz       | 23 de octubre   | 15:00 |
| Independiente Petrolero | 2 – 2 | Royal Pari             | Olímpico Patria       | 23 de octubre   | 18:00 |
| Always Ready            | 1 – 0 | Jorge Wilstermann      | Municipal de El Alto  | 24 de octubre   | 16:00 |
| Nacional Potosí         | 3 – 0 | Guabirá                | Víctor Agustín Ugarte | 24 de octubre   | 18:00 |
| The Strongest           | 6 – 2 | Oriente Petrolero      | Hernando Siles        | 16 de diciembre | 20:00 |

| Universitario de Vinto | 2 – 4 | The Strongest           | Félix Capriles        | 26 de octubre   | 15:00 |
| Royal Pari             | 0 – 2 | Real Santa Cruz         | Ramón Aguilera Costas | 26 de octubre   | 17:30 |
| Bolívar                | 0 – 0 | Blooming                | Hernando Siles        | 26 de octubre   | 21:00 |
| Real Tomayapo          | 2 – 0 | Always Ready            | IV Centenario         | 27 de octubre   | 15:00 |
| Guabirá                | 1 – 2 | Independiente Petrolero | Gilberto Parada       | 27 de octubre   | 17:30 |
| Jorge Wilstermann      | 2 – 2 | Nacional Potosí         | Félix Capriles        | 27 de octubre   | 19:30 |
| Oriente Petrolero      | 0 – 2 | San Antonio Bulo Bulo   | Ramón Aguilera Costas | 28 de octubre   | 19:00 |
| GV San José            | 2 – 2 | Aurora                  | Jesús Bermúdez        | 20 de noviembre | 15:00 |

| Real Santa Cruz       | 1 – 1 | Universitario de Vinto  | Ramón Aguilera Costas | 29 de octubre  | 15:00 |
| The Strongest         | 3 – 2 | GV San José             | Hernando Siles        | 29 de octubre  | 20:00 |
| Nacional Potosí       | 1 – 0 | Real Tomayapo           | Víctor Agustín Ugarte | 30 de octubre  | 15:00 |
| Always Ready          | 1 – 5 | Bolívar                 | Municipal de El Alto  | 30 de octubre  | 16:00 |
| Blooming              | 2 – 1 | Royal Pari              | Ramón Aguilera Costas | 30 de octubre  | 18:00 |
| Aurora                | 2 – 0 | Independiente Petrolero | Félix Capriles        | 31 de octubre  | 18:00 |
| Guabirá               | 2 – 0 | Oriente Petrolero       | Gilberto Parada       | 31 de octubre  | 20:00 |
| San Antonio Bulo Bulo | 1 – 2 | Jorge Wilstermann       | Félix Capriles        | 1 de noviembre | 19:00 |

| GV San José             | 5 – 0 | Guabirá               | Jesús Bermúdez        | 17 de noviembre | 15:00 |
| Independiente Petrolero | 5 – 1 | Blooming              | Olímpico Patria       | 20 de noviembre | 19:00 |
| Real Tomayapo           | 1 – 0 | San Antonio Bulo Bulo | IV Centenario         | 23 de noviembre | 17:30 |
| Royal Pari              | 0 – 1 | Jorge Wilstermann     | Ramón Aguilera Costas | 23 de noviembre | 20:00 |
| Universitario de Vinto  | 1 – 2 | Always Ready          | Félix Capriles        | 24 de noviembre | 15:00 |
| Bolívar                 | 5 – 3 | Nacional Potosí       | Hernando Siles        | 24 de noviembre | 17:30 |
| Aurora                  | 1 – 0 | The Strongest         | Félix Capriles        | 24 de noviembre | 19:30 |
| Oriente Petrolero       | 1 – 3 | Real Santa Cruz       | Ramón Aguilera Costas | 25 de noviembre | 20:00 |

| San Antonio Bulo Bulo | 3 – 3 | Aurora                  | Dr. Carlos Villegas   | 26 de noviembre | 15:00 |
| Guabirá               | 2 – 1 | Real Tomayapo           | Gilberto Parada       | 26 de noviembre | 19:30 |
| Blooming              | 1 – 0 | Universitario de Vinto  | Ramón Aguilera Costas | 26 de noviembre | 20:30 |
| GV San José           | 3 – 2 | Bolívar                 | Jesús Bermúdez        | 27 de noviembre | 15:00 |
| The Strongest         | 1 – 0 | Always Ready            | Hernando Siles        | 27 de noviembre | 19:00 |
| Royal Pari            | 2 – 0 | Nacional Potosí         | Ramón Aguilera Costas | 27 de noviembre | 20:30 |
| Real Santa Cruz       | 0 – 2 | Independiente Petrolero | Real Santa Cruz       | 28 de noviembre | 15:00 |
| Jorge Wilstermann     | 2 – 2 | Oriente Petrolero       | Félix Capriles        | 28 de noviembre | 20:00 |

| Always Ready            | 1 – 1 | San Antonio Bulo Bulo | Municipal de El Alto  | 29 de noviembre | 15:00 |
| Universitario de Vinto  | 1 – 0 | Guabirá               | Félix Capriles        | 29 de noviembre | 19:00 |
| Nacional Potosí         | 4 – 2 | Blooming              | Víctor Agustín Ugarte | 30 de noviembre | 15:00 |
| Bolívar                 | 5 – 0 | Royal Pari            | Hernando Siles        | 30 de noviembre | 17:30 |
| Aurora                  | 7 – 1 | Real Santa Cruz       | Félix Capriles        | 30 de noviembre | 20:00 |
| Independiente Petrolero | 0 – 2 | The Strongest         | Olímpico Patria       | 1 de diciembre  | 15:00 |
| Real Tomayapo           | 0 – 1 | Jorge Wilstermann     | IV Centenario         | 1 de diciembre  | 17:30 |
| Oriente Petrolero       | 4 – 2 | GV San José           | Ramón Aguilera Costas | 1 de diciembre  | 19:30 |

| Guabirá                 | 1 – 3 | Always Ready           | Gilberto Parada       | 2 de diciembre | 15:00 |
| San Antonio Bulo Bulo   | 2 – 3 | Nacional Potosí        | Dr. Carlos Villegas   | 3 de diciembre | 15:00 |
| GV San José             | 4 – 1 | Universitario de Vinto | Jesús Bermúdez        | 3 de diciembre | 15:00 |
| Blooming                | 1 – 1 | Aurora                 | Ramón Aguilera Costas | 3 de diciembre | 20:00 |
| Independiente Petrolero | 2 – 1 | Real Tomayapo          | Olímpico Patria       | 4 de diciembre | 18:00 |
| The Strongest           | 4 – 0 | Real Santa Cruz        | Hernando Siles        | 4 de diciembre | 19:00 |
| Royal Pari              | 2 – 1 | Oriente Petrolero      | Ramón Aguilera Costas | 4 de diciembre | 20:30 |
| Jorge Wilstermann       | 2 – 2 | Bolívar                | Félix Capriles        | 5 de diciembre | 20:00 |

| Always Ready           | 1 – 0 | GV San José             | Municipal de El Alto  | 6 de diciembre | 15:00 |
| Universitario de Vinto | 0 – 2 | San Antonio Bulo Bulo   | Félix Capriles        | 6 de diciembre | 17:00 |
| Real Santa Cruz        | 0 – 1 | Guabirá                 | Real Santa Cruz       | 7 de diciembre | 15:00 |
| Nacional Potosí        | 2 – 0 | Independiente Petrolero | Víctor Agustín Ugarte | 7 de diciembre | 17:30 |
| Real Tomayapo          | 1 – 0 | Royal Pari              | IV Centenario         | 7 de diciembre | 20:00 |
| Jorge Wilstermann      | 1 – 3 | Aurora                  | Félix Capriles        | 8 de diciembre | 15:00 |
| Bolívar                | 4 – 1 | The Strongest           | Hernando Siles        | 8 de diciembre | 17:30 |
| Blooming               | 0 – 0 | Oriente Petrolero       | Ramón Aguilera Costas | 8 de diciembre | 19:30 |

| GV San José             | 2 – 1 | Nacional Potosí        | Jesús Bermúdez        | 9 de diciembre  | 15:00 |
| Independiente Petrolero | 3 – 2 | Universitario de Vinto | Olímpico Patria       | 9 de diciembre  | 19:30 |
| San Antonio Bulo Bulo   | 1 – 3 | Bolívar                | Dr. Carlos Villegas   | 10 de diciembre | 15:00 |
| The Strongest           | 2 – 0 | Real Tomayapo          | Hernando Siles        | 10 de diciembre | 19:00 |
| Oriente Petrolero       | 2 – 1 | Always Ready           | Ramón Aguilera Costas | 10 de diciembre | 20:30 |
| Real Santa Cruz         | 0 – 1 | Blooming               | Real Santa Cruz       | 11 de diciembre | 15:00 |
| Aurora                  | 0 – 3 | Royal Pari             | Félix Capriles        | 11 de diciembre | 19:00 |
| Guabirá                 | 3 – 1 | Jorge Wilstermann      | Gilberto Parada       | 11 de diciembre | 20:30 |

| San Antonio Bulo Bulo | 3 – 1 | Independiente Petrolero | Dr. Carlos Villegas   | 12 de diciembre | 15:00 |
| Real Tomayapo         | 2 – 1 | Aurora                  | IV Centenario         | 13 de diciembre | 18:00 |
| Bolívar               | 5 – 1 | Universitario de Vinto  | Hernando Siles        | 13 de diciembre | 19:00 |
| Nacional Potosí       | 4 – 1 | Oriente Petrolero       | Víctor Agustín Ugarte | 13 de diciembre | 20:30 |
| Always Ready          | 5 – 2 | Real Santa Cruz         | Municipal de El Alto  | 14 de diciembre | 15:00 |
| Royal Pari            | 1 – 2 | The Strongest           | Ramón Aguilera Costas | 14 de diciembre | 15:00 |
| Jorge Wilstermann     | 0 – 0 | GV San José             | Félix Capriles        | 14 de diciembre | 17:30 |
| Blooming              | 1 – 1 | Guabirá                 | Ramón Aguilera Costas | 14 de diciembre | 20:00 |

| GV San José             | 6 – 0 | Blooming              | Jesús Bermúdez        | 17 de diciembre | 15:00 |
| Independiente Petrolero | 3 – 7 | Always Ready          | Olímpico Patria       | 17 de diciembre | 19:00 |
| Aurora                  | 1 – 1 | Nacional Potosí       | Félix Capriles        | 17 de diciembre | 19:00 |
| Guabirá                 | 0 – 0 | Royal Pari            | Gilberto Parada       | 17 de diciembre | 20:00 |
| Real Santa Cruz         | 1 – 5 | Real Tomayapo         | Real Santa Cruz       | 18 de diciembre | 15:00 |
| Universitario de Vinto  | 1 – 1 | Jorge Wilstermann     | Félix Capriles        | 18 de diciembre | 19:00 |
| The Strongest           | 8 – 0 | San Antonio Bulo Bulo | Hernando Siles        | 18 de diciembre | 20:30 |
| Oriente Petrolero       | 1 – 4 | Bolívar               | Ramón Aguilera Costas | 18 de diciembre | 20:30 |

| Royal Pari            | 3 – 1 | GV San José             | Ramón Aguilera Costas | 19 de diciembre | 15:00 |
| San Antonio Bulo Bulo | 2 – 3 | Real Santa Cruz         | Dr. Carlos Villegas   | 20 de diciembre | 15:00 |
| Nacional Potosí       | 1 – 2 | Universitario de Vinto  | Víctor Agustín Ugarte | 20 de diciembre | 17:30 |
| Bolívar               | 3 – 2 | Guabirá                 | Hernando Siles        | 20 de diciembre | 19:00 |
| Blooming              | 4 – 1 | The Strongest           | Ramón Aguilera Costas | 20 de diciembre | 19:00 |
| Always Ready          | 2 – 3 | Aurora                  | Municipal de El Alto  | 21 de diciembre | 15:00 |
| Real Tomayapo         | 4 – 3 | Oriente Petrolero       | IV Centenario         | 21 de diciembre | 15:00 |
| Jorge Wilstermann     | 3 – 2 | Independiente Petrolero | Félix Capriles        | 21 de diciembre | 17:30 |

| 1. |

#### Tabla de resultados cruzados
| Local \ Visitante       | ALW | AUR | BLO | BOL | GUA | IND | WIL | SBB | NAC | ORI | GVS | CRU | TOM | ROY | STR | VIN |
| ----------------------- | --- | --- | --- | --- | --- | --- | --- | --- | --- | --- | --- | --- | --- | --- | --- | --- |
| Always Ready            | —   | 2–3 | 1–0 | 1–5 | 3–0 | 0–0 | 1–0 | 1–1 | 2–1 | 2–3 | 1–0 | 5–2 | 1–1 | 4–0 | 0–0 | 1–2 |
| Aurora                  | 1–0 | —   | 1–0 | 1–1 | 2–1 | 2–0 | 0–0 | 2–3 | 1–1 | 3–1 | 2–1 | 7–1 | 0–0 | 0–3 | 1–0 | 1–2 |
| Blooming                | 1–1 | 1–1 | —   | 0–5 | 1–1 | 2–1 | 3–0 | 1–0 | 4–1 | 0–0 | 1–2 | 3–1 | 1–0 | 2–1 | 4–1 | 1–0 |
| Bolívar                 | 0–0 | 0–1 | 0–0 | —   | 3–2 | 3–0 | 2–0 | 0–0 | 5–3 | 2–0 | 4–0 | 4–0 | 4–1 | 5–0 | 4–1 | 5–1 |
| Guabirá                 | 1–3 | 1–1 | 4–2 | 0–3 | —   | 1–2 | 3–1 | 1–2 | 1–1 | 2–0 | 1–0 | 0–1 | 2–1 | 0–0 | 1–0 | 4–2 |
| Independiente Petrolero | 3–7 | 2–1 | 5–1 | 0–1 | 0–0 | —   | 2–2 | 3–3 | 3–3 | 3–2 | 0–1 | 3–0 | 2–1 | 2–2 | 0–2 | 3–2 |
| Jorge Wilstermann       | 1–0 | 1–3 | 3–0 | 2–2 | 3–0 | 3–2 | —   | 0–1 | 2–2 | 2–2 | 0–0 | 2–0 | 2–1 | 2–0 | 0–0 | 1–1 |
| San Antonio Bulo Bulo   | 3–3 | 3–3 | 0–1 | 1–3 | 3–2 | 3–1 | 1–2 | —   | 2–3 | 1–2 | 3–3 | 2–3 | 1–1 | 0–3 | 0–3 | 2–1 |
| Nacional Potosí         | 1–2 | 1–3 | 4–2 | 2–1 | 3–0 | 2–0 | 0–0 | 3–1 | —   | 4–1 | 2–1 | 1–0 | 1–0 | 2–1 | 1–1 | 1–2 |
| Oriente Petrolero       | 2–1 | 5–0 | 0–1 | 1–4 | 2–1 | 1–1 | 1–0 | 0–2 | 2–2 | —   | 4–2 | 1–3 | 4–2 | 0–0 | 0–1 | 2–1 |
| GV San José             | 0–1 | 2–2 | 6–0 | 3–2 | 5–0 | 2–2 | 0–0 | 2–0 | 2–1 | 2–0 | —   | 4–0 | 5–0 | 3–0 | 5–2 | 4–1 |
| Real Santa Cruz         | 2–1 | 2–2 | 0–1 | 2–3 | 0–1 | 0–2 | 0–2 | 1–0 | 2–4 | 0–1 | 2–3 | —   | 1–5 | 1–1 | 1–2 | 1–1 |
| Real Tomayapo           | 2–0 | 2–1 | 0–1 | 2–2 | 2–1 | 3–2 | 0–1 | 1–0 | 2–0 | 4–3 | 2–0 | 2–1 | —   | 1–0 | 2–0 | 0–1 |
| Royal Pari              | 0–2 | 1–1 | 2–1 | 0–1 | 3–3 | 2–2 | 0–1 | 1–0 | 2–0 | 2–1 | 3–1 | 0–2 | 0–2 | —   | 1–2 | 0–0 |
| The Strongest           | 1–0 | 1–1 | 1–1 | 1–1 | 3–2 | 5–0 | 2–1 | 8–0 | 2–1 | 6–2 | 3–2 | 4–0 | 2–0 | 3–1 | —   | 1–0 |
| Universitario de Vinto  | 1–2 | 2–2 | 1–0 | 0–1 | 1–0 | 1–2 | 1–1 | 0–2 | 0–1 | 4–1 | 1–1 | 1–1 | 2–1 | 2–1 | 2–4 | —   |